# フランス・フランケン2世
フランス・フランケン2世（Frans Francken II、1581年 – 1642年5月6日）は、フランドルの画家である。多くの画家を輩出した一族の最も有名な画家である。寓意画や風俗画、「kunstkamerschilderijen（美術室の絵）」と呼ばれるジャンルの作品を描いた。

## 略歴
アントウェルペンで生まれた。多くの画家を輩出した一族の出身で、同名の父親、フランス・フランケン1世(Frans Francken I: 1542-1616)は教会の祭壇画などで知られる画家であった。兄のヒエロニムス・フランケン2世(Hieronymus Francken II : 1578-1623)と弟のアンブロシウス・フランケン2世(Ambrosius Francken II: c.1590-1632)も画家になった。フランス・フランケン2世は父親から絵を学んだ後、パリで働いていた叔父のヒエロニムス・フランケン1世(Hieronymus Francken I: 1540-1610)の工房でも兄とともに修行した。
1605年にアントウェルペンの聖ルカ組合の会員になった。1616年に聖ルカ組合の役員になった。1607年11月8日に結婚した。この結婚からフランス・フランケン3世(Frans Francken III: 1607–1667))やヒエロニムス・フランケン2世(Hieronymus Francken II: 1611-1671)といった息子が生まれ、後に画家になった。
比較的小さいサイズの様々なジャンルの絵画を描いた。その中には猿に、人間のふるまいをさせる滑稽画である「サンジュリー」と呼ばれるジャンルの作品もあり、このジャンルの発展に貢献した。オランダ語で「kunstkamerschilderijen（美術室の絵）」と呼ばれる、絵画のコレクションを描く作品を描いた最初期の画家としてもヤン・ブリューゲル(1568–1625)とともに知られている。このジャンルもさまざまな画家の追随者があらわれた。人物画を得意とし、風景画家の作品に人物を描き、静物画家と共作で花環図(garland)なども描いた。

## 作品

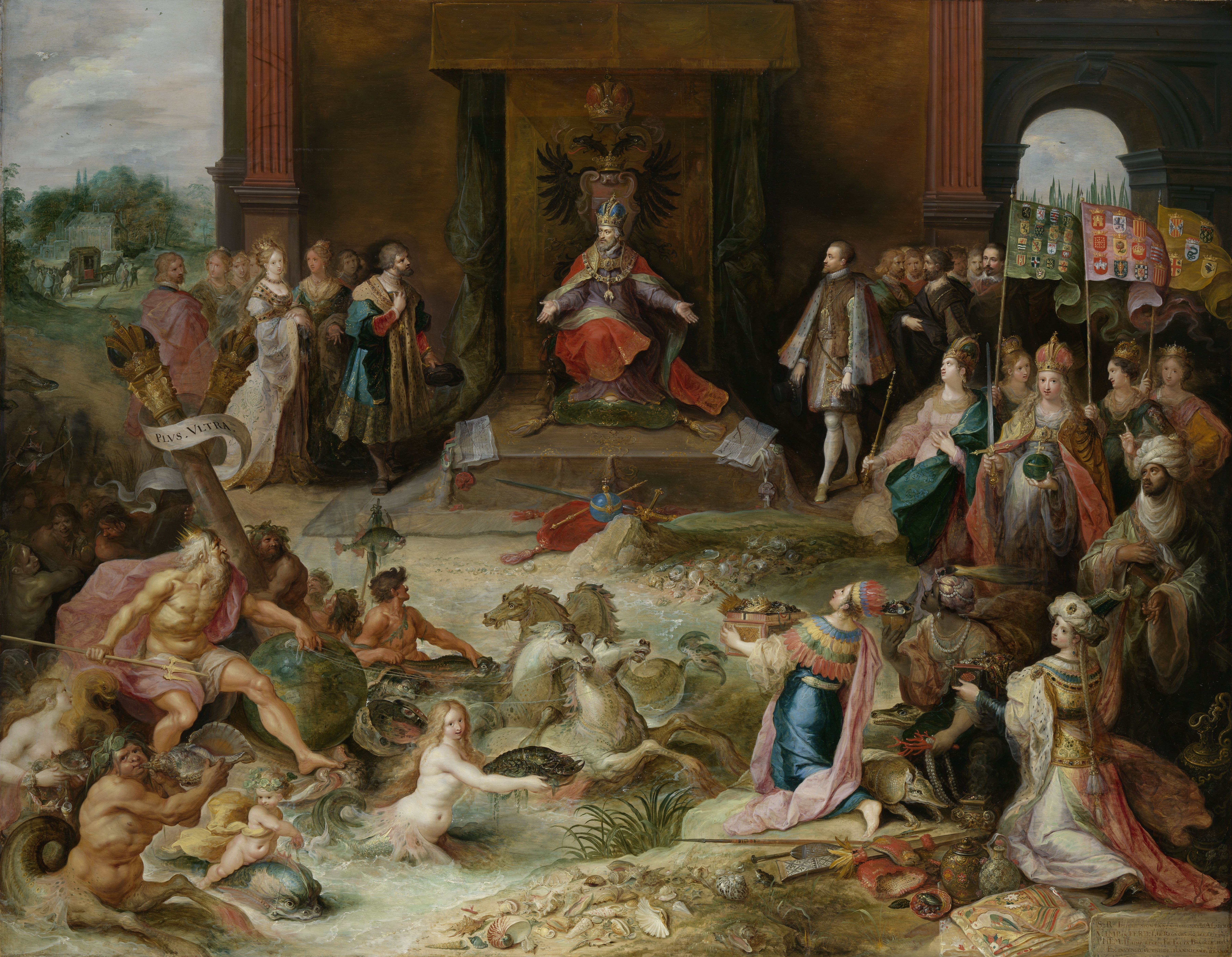
カール5世の退位の寓意画
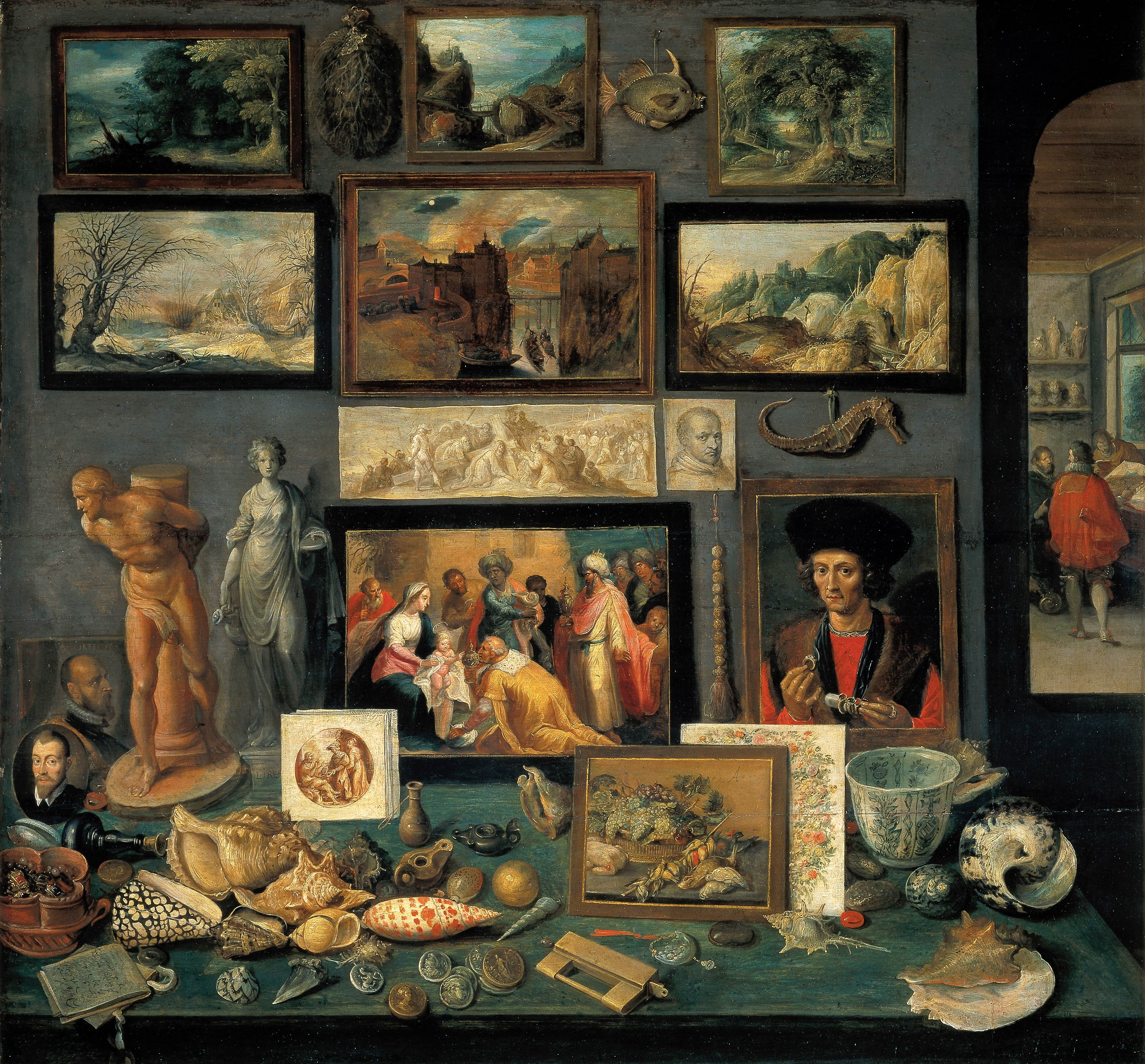
美術品と珍品の部屋(1636)、美術史美術館蔵
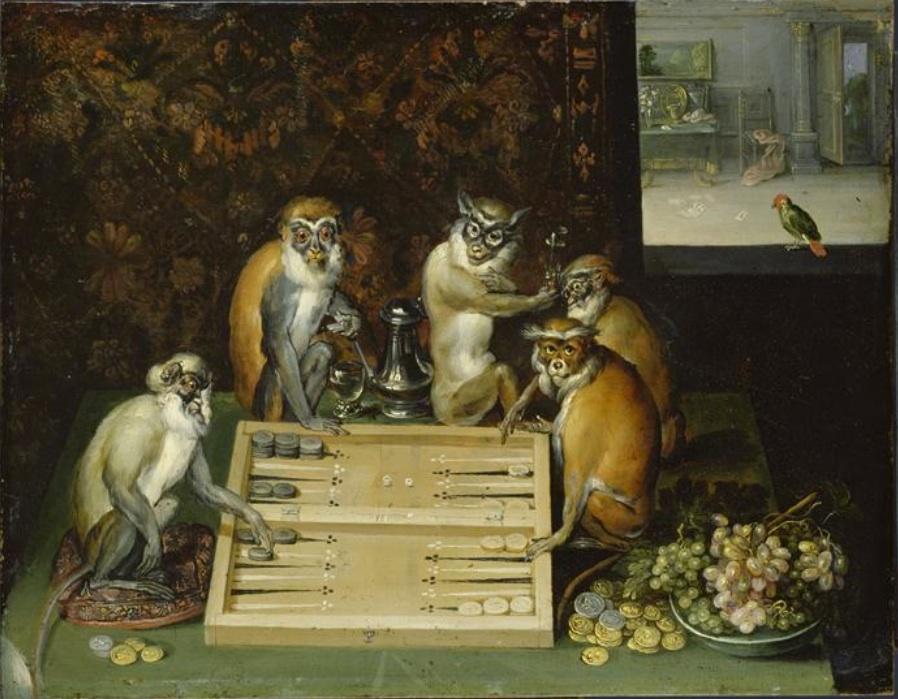
バックギャモンで遊ぶ猿（サンジュリー」）
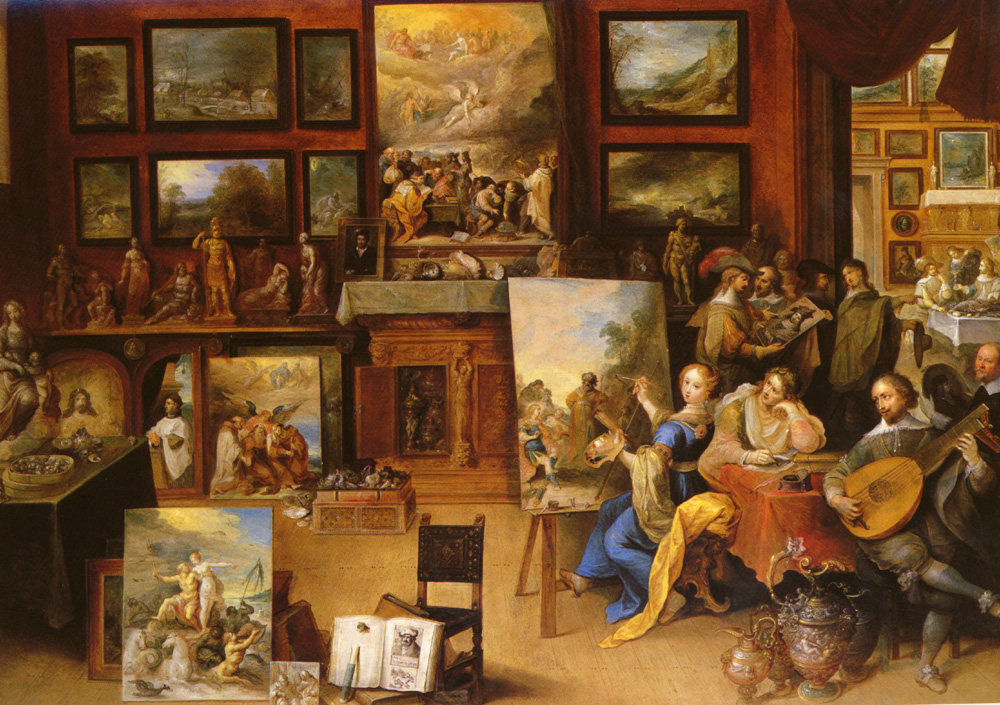
画家、詩人、音楽家

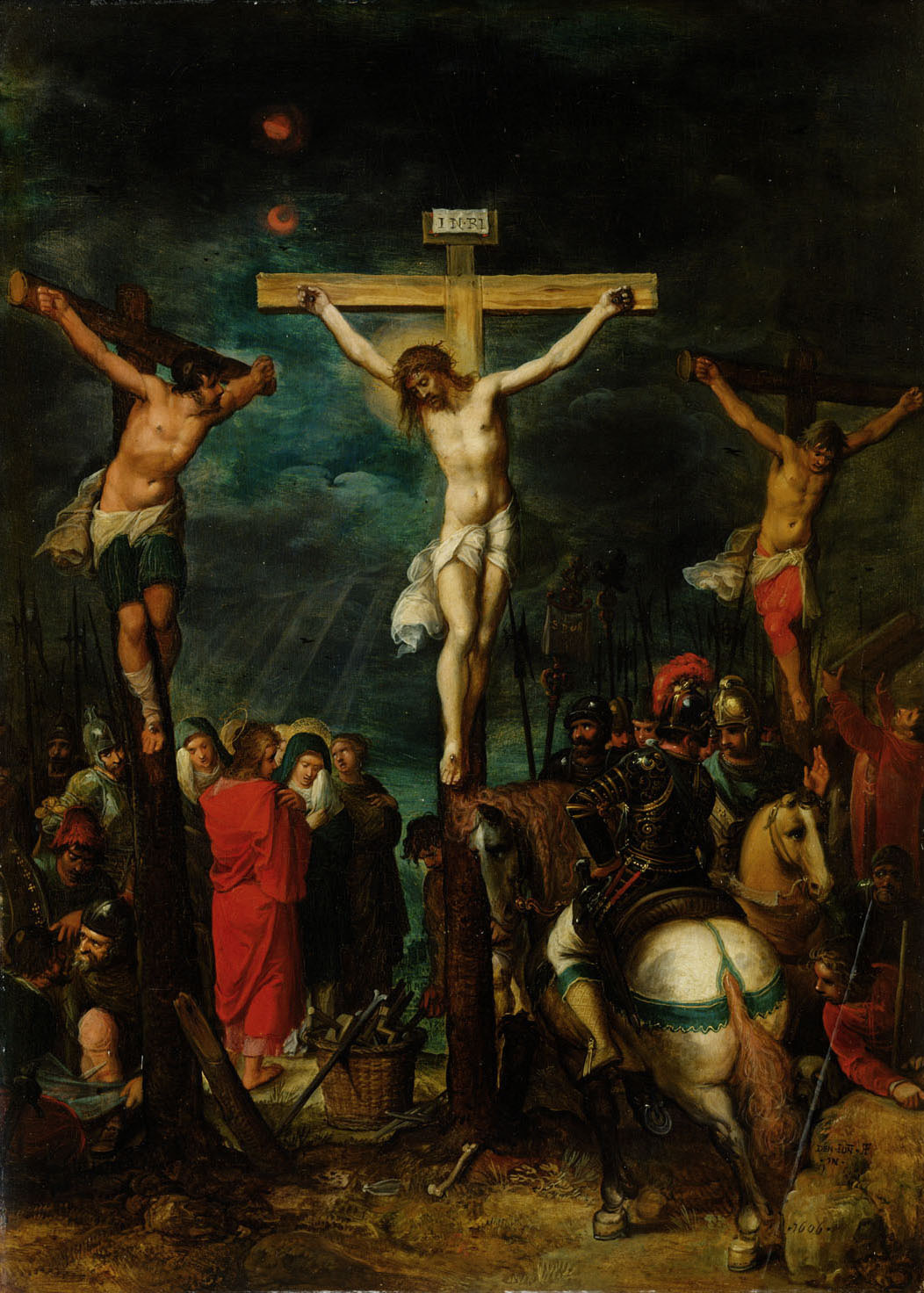
宗教画(1606)、美術史美術館蔵
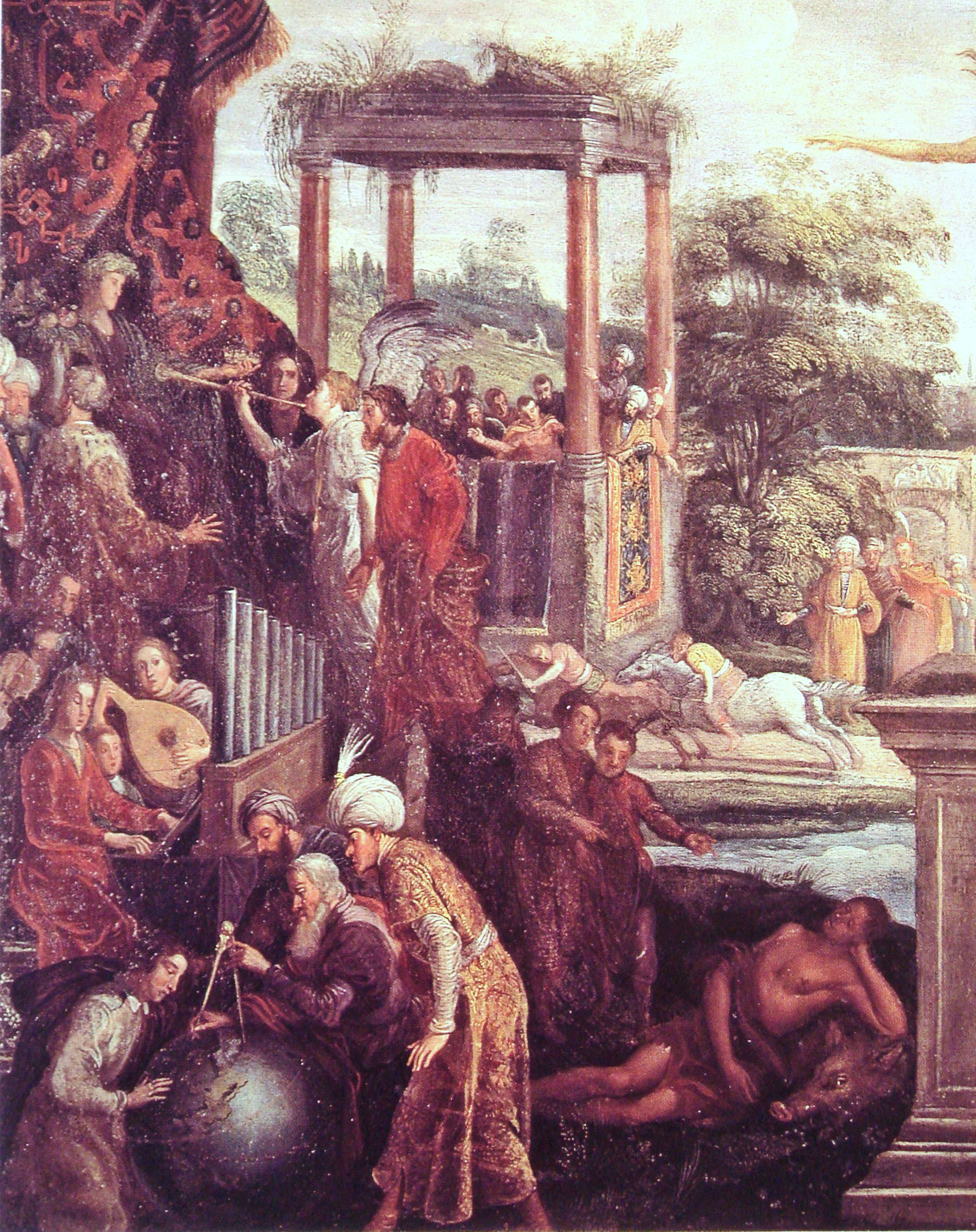
祝福をうける新しいペルシャ王アッバース1世 (1628)
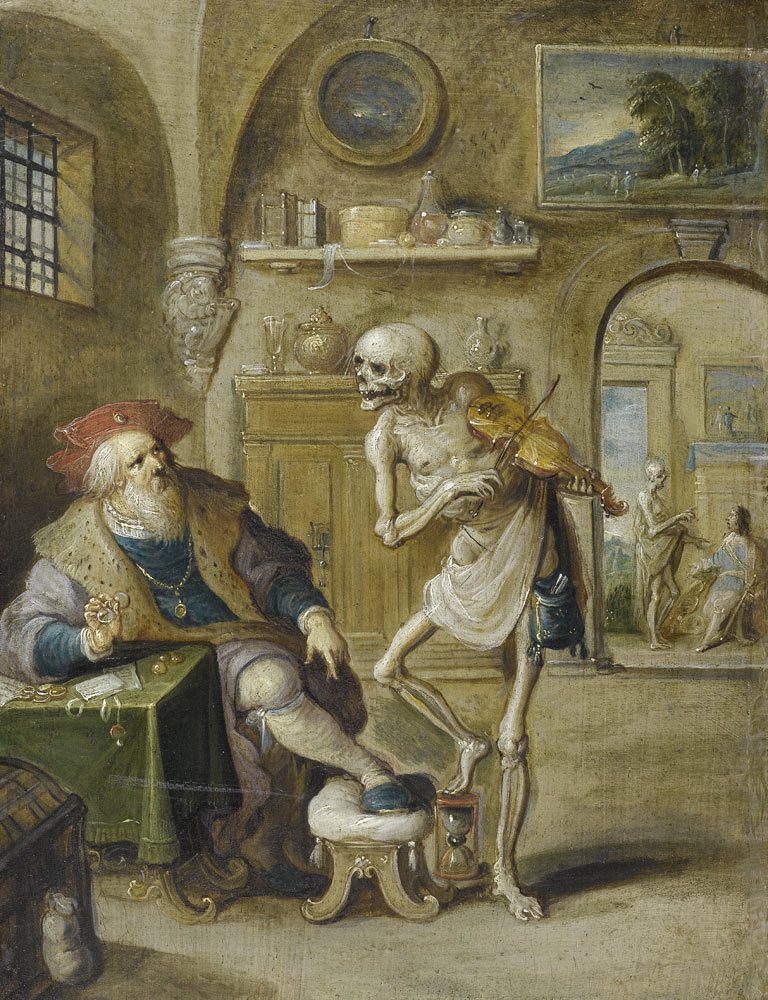
バイオリンを弾く死(c.1625)
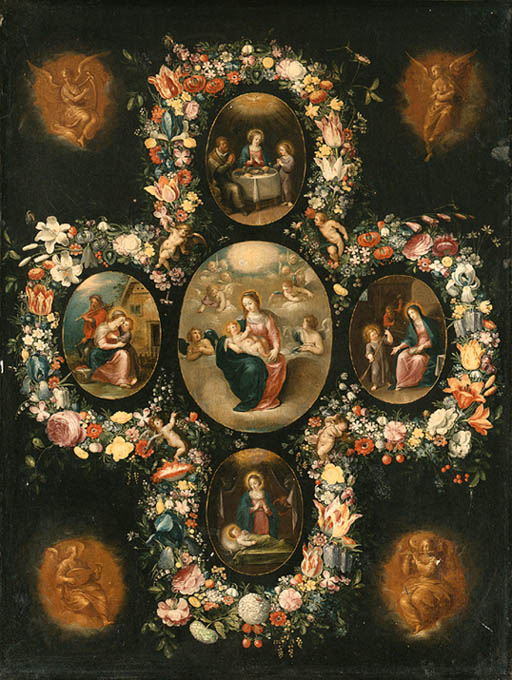
聖母子を描いた花環図(garland)